# سو جاردنر
سو جاردنر (بالإنجليزية: Sue Gardner)‏ كانت المديرة التنفيذية منذ عام 2007 وحتى 2013 لمؤسسة ويكيميديا، وكذلك كانت مديرة موقع شركة الإذاعة الكندية ووكالات الأنباء على الإنترنت.
في عام 2012، احتلت المرتبة ال70 كالمرأة الأكثر قوة في العالم وفقا لمجلة فوربس، ولوحظ خصوصا أنها "قادت يوما كاملا من الإضراب في ويكيبيديا احتجاجا على سوبا SOPA.

## حياتها ومهنة الصحافة
نشأت غاردنر في بورت هوب- اونتاريو -كندا ،، فهي ابنه وزير الانجلكانيه ومسؤول المدرسة، حيث تلقت شهادة في الصحافة من جامعة ريرسون.
بدأت مهنتها في هيئه الإذاعة الكندية على راديو سي بي سي عام1990 في برنامج "كما يحدث"،حيث أنها عملت لأكثر من عقد كمقدمة ومراسلة صحفية وصانعة أفلام وثائقية للشؤون الحالية والأخبار العالمية لراديو سي بي سي، مركزة على ثقافة البوب والمشاكل الاجتماعية.
في أذار عام 2006،نجحت كلود غاليبو كمديره رفيعة المستوى بإدارة شعبة مؤلفة من 150 كادر جديد مطور للموقع الإلكتروني ومنصه الإنترنت لسي بي سي.

## عملها في ويكيميديا
عينت غاردنر في الـ CBC في أيار 2007 .
وبعد ذلك بقليل بدأت بتقديم استشارات لمؤسسة ويكيميديا في مواضيع العمليات والحوكمة.
وفي كانون الثاني 2007 عينت كمديرة تنفيذية في المؤسسة. وخلال إشرافها على العمل في العامين التاليين تحقق للمؤسسة نمو في عدد العاملين وزيادة في فريق التمويل وكما تم نقل المكتب بإشرافها من تامبا إلى سان فرانسيسكو.
وفي تشرين الثاني 2009 أعطت هبفتنعتون بوست Huffington Post غاردنر مركز واحدة من العشرة الملقبين بمغيري الإعلام هذه السنة "media game changers of the year" وذلك لتأثيرها على الاعلام الجديد من خلال عملها في ويكيميديا.
وفي كانون الثاني 2012 وعندما حققت ويكيميديا التمويل السنوي المطلوب ظهرت صورة غاردنر في رأس كل الصفحات على ويكيبيديا مع رابط لرسالة شكر لها.

## وصلات خارجية
- الموقع الرسمي